# Destiny Air Services
Destiny Air Services, in der Eigendarstellung Destiny Air, war eine im westafrikanischen Sierra Leone registrierte Fluggesellschaft. Sie wurde 2004 gegründet und ein oder zwei Jahre später abgewickelt. Sie führte Passagier-Charterflüge durch und/oder agierte als Frachtfluggesellschaft.
Neben sämtlichen anderen in Sierra Leone registrierten Fluggesellschaften stand auch Destiny Air Services ab März 2006 im Anhang A der ersten Fassung einer durch die Europäische Kommission herausgegebenen Liste der Luftfahrtunternehmen, deren gesamter Betrieb in der Gemeinschaft untersagt ist.

## Flotte
Mit Stand 2004 verfügte Destiny Air Services über mindestens ein Flugzeug.
| Flugzeugtyp    | aktiv | bestellt | Anmerkungen        |
| -------------- | ----- | -------- | ------------------ |
| Boeing 727-227 | 1     | -        | 9L-LEG bzw. 9L-LFD |
| Gesamt         | 1     | -        |                    |